# Stefany García
Stefany García es una deportista salvadoreña que compitió en judo. Ganó una medalla de plata en el Campeonato Panamericano de Judo de 2010, en la categoría de –44 kg.

## Palmarés internacional
| Campeonato Panamericano | Campeonato Panamericano    | Campeonato Panamericano | Campeonato Panamericano |
| Año                     | Lugar                      | Medalla                 | Categoría               |
| ----------------------- | -------------------------- | ----------------------- | ----------------------- |
| 2010                    | San Salvador (El Salvador) | Medalla de plata        | –44 kg                  |